# Diospyros forrestii
Diospyros forrestii là một loài thực vật có hoa trong họ Thị. Loài này được J.Anthony mô tả khoa học đầu tiên năm 1934.